# Tarvisio
Tarvisio, tyska Tarvis, är en stad och kommun i regionen Friuli-Venezia Giulia och tillhörde tidigare även provinsen Udine som upphörde 2018. Kommunen hade 4 211 invånare 2018. Före 1918 var orten en del av Kärnten i Österrike. Tarvisio lockar varje vinter skidåkande turister

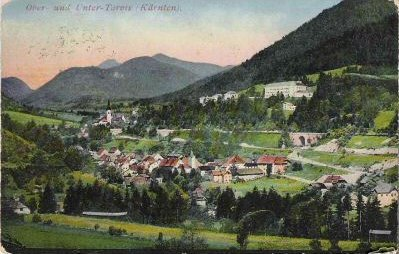
Tarvis 1915, då staden fortfarande var en del av Österrike och gick under den tyskspråkiga benämningen.

## Sport
- Juniorvärldsmästerskapen i nordisk skidsport 2007 anordnades i Tarvisio.